# SAI KZ II
Bei dem Sportflugzeug SAI KZ II handelt es sich um einen zweisitzigen, einmotorigen Tiefdecker des dänischen Herstellers Skandinavisk Aero Industri. Das Kürzel KZ bezieht sich auf dessen Konstrukteure Viggo Kramme und Karl-Gustav Zeuthen. Der Erstflug fand am 11. Dezember 1937 statt. Die Maschine besitzt ein teilweise verkleidetes, festes Fahrwerk mit Sporn. 
Es existieren drei Varianten dieser Baureihe:

## KZ II Kupé

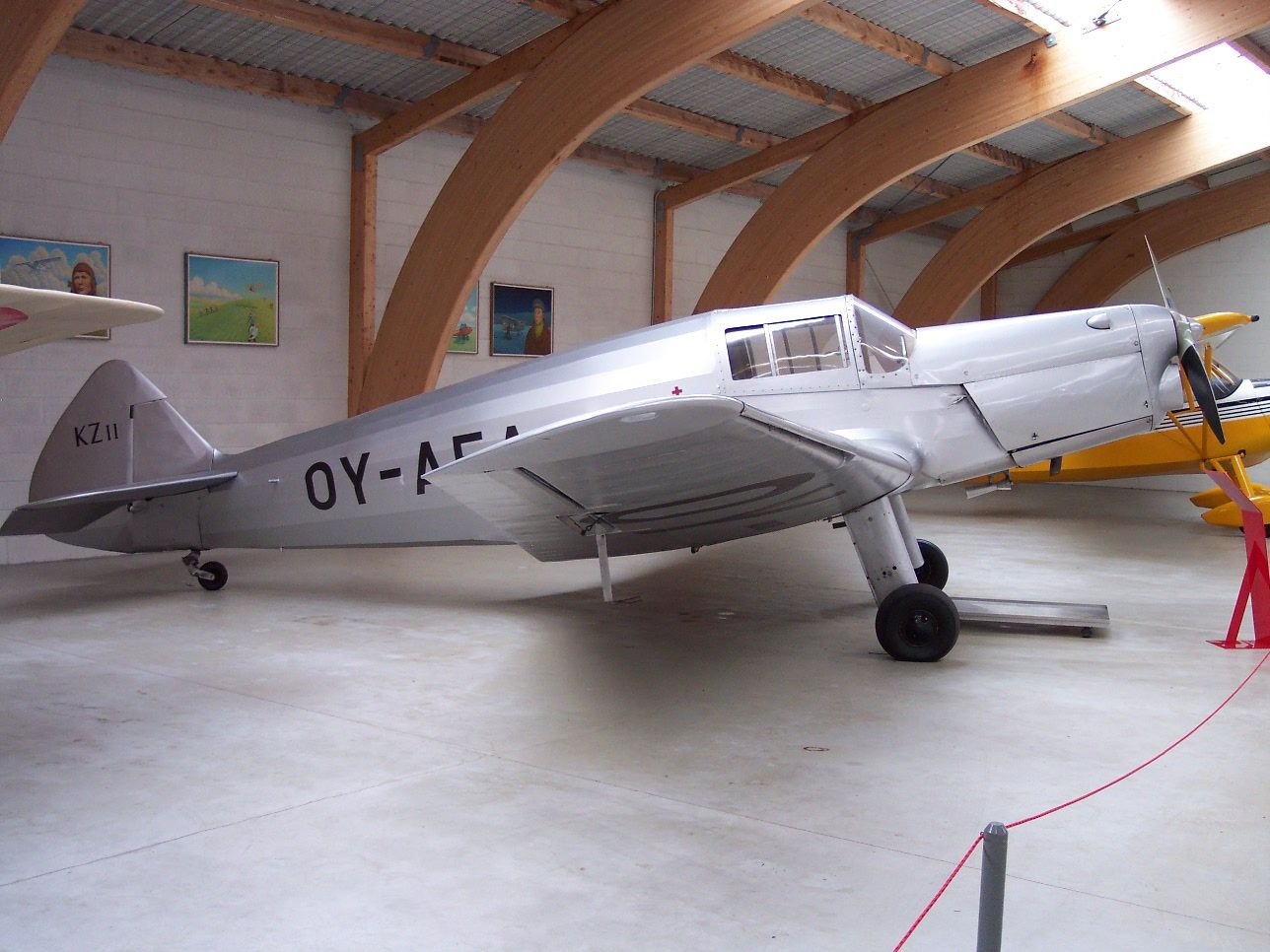
SAI KZ II Kupé

Diese zweisitzige Sportmaschine besaß einen Rumpf aus Stahlrohren, der mit Sperrholz und Stoff beplankt war. Der Tragflügel war aus Holz gefertigt und ebenfalls mit Sperrholz und Stoff beplankt. Insgesamt wurden 14 Stück in den Jahren 1937 bis 1940 hergestellt. Zum besseren Transport und zur Verringerung von Stellfläche konnten die Tragflügel an den Rumpf angeklappt werden. Die beiden Sitze befanden sich nebeneinander im Rumpf in einem geschlossenen Cockpit.
Von diesem Typ sind drei Maschinen erhalten geblieben. Eine davon befindet sich flugbereit im Dansk Veteranflysamling, Skjern, Dänemark.
| Kenngröße            | Technische Daten (KZ II Kupé)                                                           |
| -------------------- | --------------------------------------------------------------------------------------- |
| Flügelspannweite     | 10,50 m                                                                                 |
| Flügelfläche         | 16,50 m²                                                                                |
| Leermasse            | 460 kg                                                                                  |
| max. Startmasse      | 750 kg                                                                                  |
| Reisegeschwindigkeit | 175 km/h                                                                                |
| Landegeschwindigkeit | 72 km/h                                                                                 |
| Dienstgipfelhöhe     | 5.000 m                                                                                 |
| Antrieb              | ein luftgekühlter Vierzylinder-Reihenmotor Gipsy Minor/Cirrus Minor I mit 90 PS (66 kW) |

## KZ II Sport

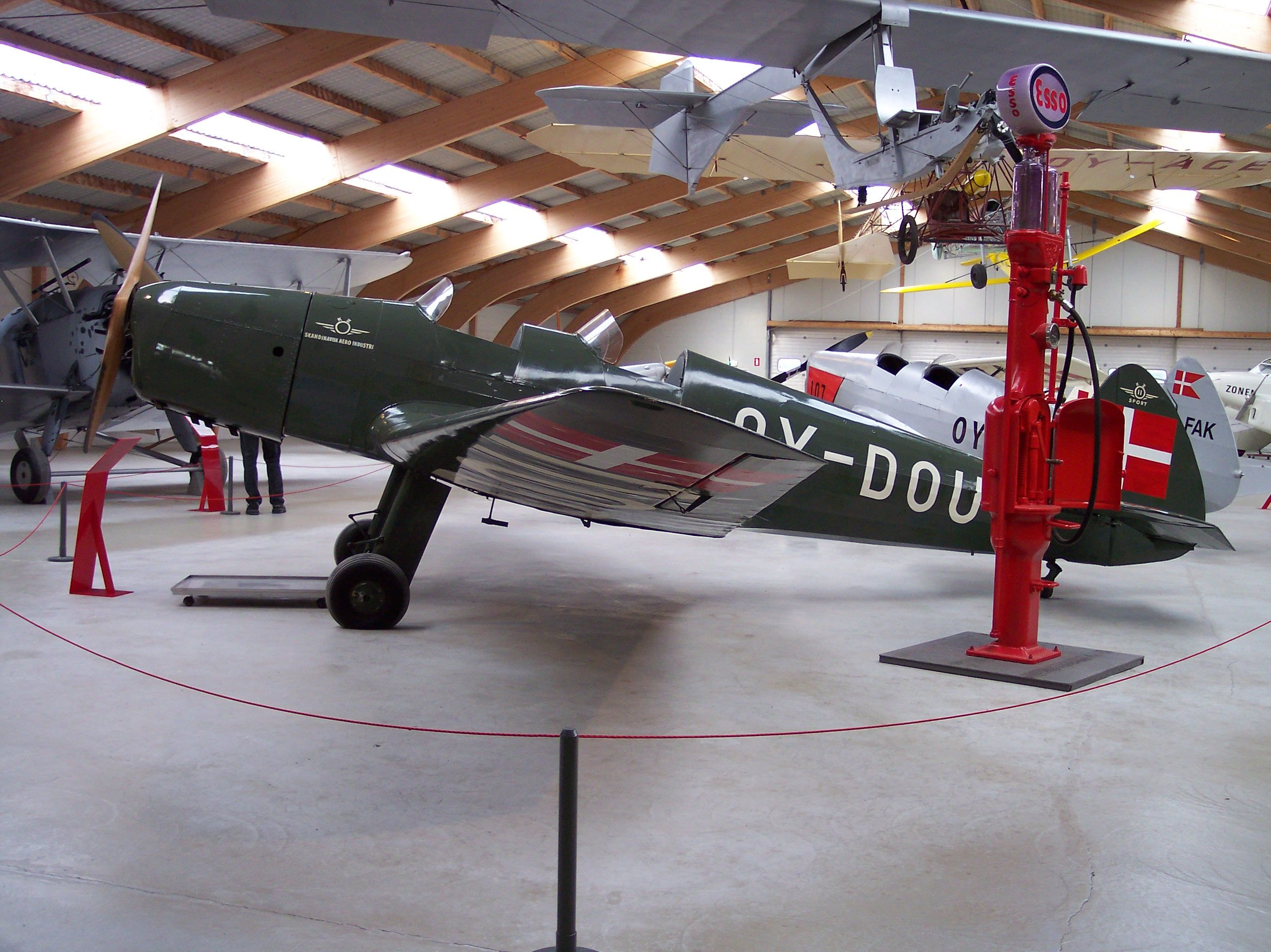
SAI KZ II Sport

Die Sport-Variante der KZ II unterscheidet sich gegenüber der Kupé im Wesentlichen durch ihr offenes Cockpit mit den hintereinander liegenden Sitzen. Die geringere Stirnfläche ermöglicht zusammen mit dem stärkeren Motor eine bessere Leistung. Der Erstflug dieser Variante fand am 10. Oktober 1938 statt. Von diesem Typ wurden insgesamt 16 Maschinen gebaut. Es wurden jedoch durch die deutschen Besatzer alle Maschinen beschlagnahmt.
| Kenngröße             | Technische Daten (KZ II Sport)                                                          |
| --------------------- | --------------------------------------------------------------------------------------- |
| Spannweite            | 10,20 m                                                                                 |
| Flügelfläche          | 15,00 m²                                                                                |
| Leermasse             | 475 kg                                                                                  |
| max. Startmasse       | 725 kg                                                                                  |
| Reisegeschwindigkeit  | 200 km/h                                                                                |
| Höchstgeschwindigkeit | 220 km/h                                                                                |
| Landegeschwindigkeit  | 72 km/h                                                                                 |
| Reichweite            | 900 km                                                                                  |
| Dienstgipfelhöhe      | 5.500 m                                                                                 |
| Antrieb               | ein luftgekühlter Vierzylinder-Reihenmotor Hirth 504A mit 105 PS (77 kW) bei 2530 min−1 |

## KZ II Træner

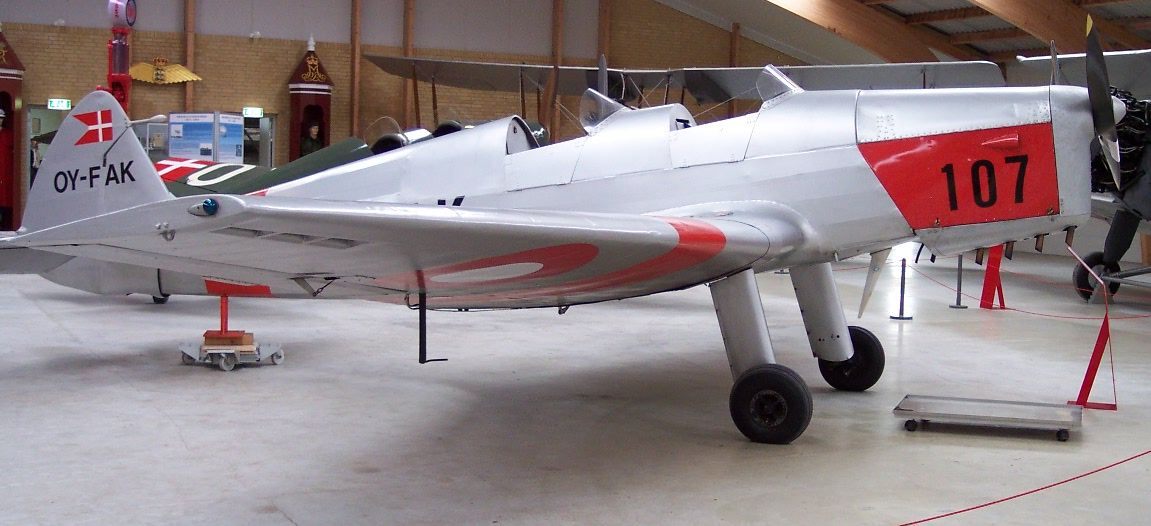
SAI KZ II Træner

Der Trainer ist eine verstärkte Variante der KZ II Sport. Nach dem Zweiten Weltkrieg benötigte die dänische Luftwaffe schnell wieder ausgebildete Piloten, und so wurde eine Anzahl dieses Typs beschafft. Der Erstflug des Prototyps fand April 1946 statt. Es wurden 15 Maschinen bestellt, die bereits ab Herbst 1946 zur Pilotenausbildung eingesetzt wurden. Die Maschinen blieben bis 1955 im Dienst. Die noch flugklaren neun Maschinen wurden anschließend an private Halter verkauft.
| Kenngröße             | Technische Daten (KZ II Træner)                                                                |
| --------------------- | ---------------------------------------------------------------------------------------------- |
| Spannweite            | 10,20 m                                                                                        |
| Flügelfläche          | 15,00 m²                                                                                       |
| Leermasse             | 550 kg                                                                                         |
| max. Startmasse       | 850 kg                                                                                         |
| Reisegeschwindigkeit  | 190 km/h                                                                                       |
| Höchstgeschwindigkeit | 220 km/h                                                                                       |
| Landegeschwindigkeit  | 75 km/h                                                                                        |
| Reichweite            | 650 km                                                                                         |
| Dienstgipfelhöhe      | 5000 m                                                                                         |
| Antrieb               | ein luftgekühlter Vierzylinder-Reihenmotor Gipsy Major X mit 6,1 l Hubraum und 145 PS (107 kW) |